# Gojra
Gojra é uma cidade do Paquistão localizada na província de Punjab.